# 自習
自習（じしゅう、英語: self-learning, self-study）とは、直接の指導を受けずに、自分の力で学習すること。特に、学校へ行ったり、指導者から学んだりする中で、与えられた課題などを自分の力で勉強することである。

## 概要
学校（小学校や中学校など）で自習とは、教師が何らかの事情で一時的に教室を離れたり、出張などで通常の授業ができない場合に、与えられた課題を、児童・生徒が自分たちで学習する活動である。出張などにより授業の担当教師が初めからつけない場合には、他の教師が代わりに自習の監督を行うことがある。課題として出される教材には、教師が用意したプリントやワークシート、問題集などによる問題演習や、理科や社会科、総合的な学習の時間の調べ学習など様々である。このような自習は基本的に学校の教室で、授業の時間に行われるものである。
自習は、課題を与えられ、それを遂行するという、受動的な学習であるのに対して、自己学習では能動的に自ら計画し自ら考えることを要求される、という違いがある

## 似た言葉
自主学習
特に内容を指定されたわけではなく、児童・生徒が教室を離れて、図書館や自宅などで、自主的、自発的に関心を持っているテーマについて学ぶことである。
独学
学校へ行ったり、指導者に付いたりすることなく、自ら関心を持っているテーマについて、一から調べ学んでいくことであり、自習とはニュアンスが異なる。独学は生涯を通じて、興味・関心を持ったものであればどのようなテーマでも行うことができる。そのため、学校教育で学んだことのないテーマを選ぶことも少なくない。